# Rotherham County
Rotherham County (offiziell: Rotherham County Football Club) war ein englischer Fußballverein aus Rotherham in der Grafschaft South Yorkshire. Der 1877 unter dem Namen Thornhill gegründete Klub bewarb sich 1919 erfolgreich um Aufnahme in die Football League. Nach vier Spielzeiten in der Football League Second Division stieg der Verein 1923 in die Third Division North ab. 1925 schloss sich der Klub mit dem Lokalrivalen Rotherham Town zu Rotherham United zusammen.